# Paulina Chavira
Paulina Chavira é uma jornalista, assessora linguística, revisora e tradutora mexicana. Foi editora fundadora de The New York Times em espanhol e foi encarregada de redigir seu manual de redação.

## Biografia
Segundo Chavira, a motivação de sua actividade profissional começou quando era menina e sua mãe lhe fomentou o hábito de procurar no dicionário se não sabia o significado das palavras. Estudou comunicação no Instituto Tecnológico de Monterrey. Fez seu estágio profissional no jornal mexicano Reforma. Chavira viajou à República Checa, Japão, Eslováquia, África do Sul e Colômbia como paciente para encontrar modelos de próteses e também produziu materiais de comunicação para a empresa Össur.
Como revisora e assessora linguística, tem trabalhado para o Editorial Planeta, e foi editora fundadora da edição em espanhol de The New York Times, sendo a encarregada de redigir seu manual de redação. É coeditora da secção internacional do jornal Reforma em que também conduz o podcast chamado O Café da Manhã, uma coprodução entre aquele jornal mexicano e Spotify, semelhante a outros projectos como The Daily, do NYT, e Café da manhã, da Folha de S. Paulo.

### Activismo
Chavira tem actividade pública sobre o uso adequado do idioma espanhol em sua conta de Twitter, tomando como referentes à Real Academia Espanhola e ao projecto Fundéu. Esse trabalho tem repercutido socialmente: depois de saber-se em 2013 o alto custo da correcção de estilo, "adoptou" os livros de texto gratuito da Secretaria de Educação Pública do México, encontrando e expondo 117 erros com a etiqueta #117errores (117 erros), com o fim de dar a conhecer às pessoas as regras da escrita e a correcção dos textos, uma forma de defender a ortografia. Em 2017 explicou publicamente a importância de escrever correctamente os nomes nos avisos da Selecção mexicana de futebol. Tudo isto trouxe como consequência que, a partir do Mundial de Rússia 2018, a Federação Mexicana de Futebol fabricou camisetas para a selecção com a escrita correta dos sobrenomes. Chavira é promotora da participação da selecção feminina no futebol.  Assim mesmo tem defendido o uso de pronomes pessoais neutros para referir-se a pessoas de identidades de género diferentes das do binarismo masculino-feminino bem como a linguagem não sexista como uma forma de igualdade de género.